# Andrea Sacchi
Andrea Sacchi (født 30. november 1599 i Nettuno ved Rom, død 21 juni 1661 i Rom) var en italiensk maler.
Sacchi var elev af sin fader Benedetto Sacchi og af Franceso Albani; han regnes for stifteren af en ny romersk skole (blandt hans elever mærkes Carlo Maratta og Nicolas Poussin), hvis tradition fortsattes langt ind i 18. århundrede. Hans billeder er ikke uden virkning i deres fornemme velafvejethed i kompositionen, i deres rolige, fint sammenstemte kolorit og ved deres noble opfattelse, men giver dog alt i alt kun en ret tam akademisk efterklang af 16. århundredes store kunst. Som hans hovedværker fremhæves: Den hellige Romualdus' vision og Den hellige Gregorius' mirakel (begge i Vatikanmuseet) og Den hellige Annas død i kirken San Carlo ai Catinari. Foruden religiøse billeder malede han dygtige portrætter (en præst i galleri i Villa Borghese, Clemens VIII i Vatikanet) og mytologiske billeder, således Den hvilende Venus i Sankt Petersburg, i hvilken by og i Madrid (hvor blandt andet hans selvportræt findes) han er bedst repræsenteret uden for Italien.